# مارك دبليو شايس
مارك دبليو شايس (بالإنجليزية: Mark Wayne Chase)‏ (و. 1951  م) هو عالم نبات بريطاني، هو عضوٌ في الجمعية الملكية.

## جوائز
حصل على جوائز منها:
- Veitch Memorial Medal [الإنجليزية]‏ (2014)
- Darwin–Wallace Medal [الإنجليزية]‏ (2008)[1]
- ميدالية لينيان (1998)
- زميل في الجمعية الملكية.